# Франко Барези
Франко Барези (итал. Franco Baresi; рођен 8. маја 1960, у Бреши), је тренер млађих категорија и бивши италијански фудбалер. Играо је на позицији штопера и провео је целу своју каријеру играјући за Милан. Остао је упамћен као један од најбољих одбрамбених играча који су икада играли фудбал.

## Играчка каријера

### Клуб
Барези је предводио Милан читавих 20 година, и одбрану на чијем је челу он био. Одбрану је у једном делу чинио квартет Барези, Паоло Малдини, Алесандро Костакурта и Мауро Тасоти, и управо ова одбрана се сматра једном од најбољих икада састављених. Он је такође један од ретких фудбалера који су провели читаву каријеру у једном клубу, Милану, за који је одиграо 719 утакмица и постигао 33 гола.
Са Миланом, Барези је освојио 6 скудета (италијанских шампионата) и 3 Купа Шампиона, али није учествовао у последњем финалу и освајању Миланове титуле 1994-е, због суспензије. Био је ментор Малдинију у својим каснијим годинама, чија се каријера слично развијала.
После 20 година проведених у Милану, Барези се повукао из активног играња 24. јуна 1997.
Његов дрес са бројем 6, се повукао из употребе, и нико више у Милану неће моћи да носи тај број.

### Репрезентација
Барези је учествовао на 3 Мондијала, 1982-е (али није одиграо ниједан меч), 1990-е и 1994-е.
Његов интернационални деби је био 1982-е у мечу против Румуније. За репрезентацију Италије одиграо је укупно 81 меч и постигао један гол.
Са репрезентацијом Италије је освојио сва три медаље на Светским првенствима, злато 1982, бронзу 1990. и сребро 1994. Такође је био члан селекције Италије на Олимпијским играма 1984. са којом је освојио 4. место.

## Тренерска каријера
Накаон кратког периода у Фуламу где је обављао функцију спортског директора, Барези се враћа у Милан као тренер млађих категорија 2002. године. Постављен је као први тренер примавере, Милановог тима играча до 20 година. 2006-е је преименован као први тренер тима Берети, Милановог тима играча до 19 година. Касније се повукао из тренерског посла.

## Трофеји и награде
Дана 4. марта 2004, на церемонији у Лондону, поводом стогодишњице Светске фудбалске организације (ФИФА), Пеле је саставио списак са 100 најбољих живих играча свих времена. Барези се нашао на том списку, као и многи из Миланове с краја 80-их и почетка 90-их. Барези је један од ретких играча који је са Миланом и Италијом освојио све што се освојити може.

### Клупски
Милан
- Лига Шампиона: 3

1989, 1990, 1994.
- Интерконтинентални куп: 2

1989, 1990.
- Европски Супер Куп: 3

1989, 1990, 1994.
- Италијанско првенство: 6

1979, 1988, 1992, 1993, 1994, 1996.
- Серија Б: 2

1981, 1983.
- Италијански Супер куп: 4

1988, 1992, 1993, 1994.
- Митропа куп: 1

1982.

### Репрезентативни
Италија
- Светско првенство: 1

1982.

### Појединачне награде
- 1989 - Европска Сребрна Лопта за играча године, доделио Франс фудбал
- 1990 - Најбољи играч године Италијанског првенства.
- 1990 - Други у избору за најбољег Светског играча.
- 1999 - Најбољи Миланов играч века. Његов дрес са бројем 6 је повучен из употребе.
- 2004 - Именован у ФИФА 100
- 2004 - Именован за најбољег италијанског играча 20. века.

## Статистика каријере

### Клупска
| Клуб              | Сезона            | Лига | Лига | Куп  | Куп | Европа | Европа | Друго | Друго | Укупно | Укупно |
| Клуб              | Сезона            | Утак | Гол  | Утак | Гол | Утак   | Гол    | Утак  | Гол   | Утак   | Гол    |
| ----------------- | ----------------- | ---- | ---- | ---- | --- | ------ | ------ | ----- | ----- | ------ | ------ |
| Милан             | 1977/78.          | 1    | 0    | 2    | 0   | —      | —      | -     | -     | 3      | 0      |
| Милан             | 1978/79.          | 30   | 0    | 4    | 0   | 6      | 0      | -     | -     | 40     | 0      |
| Милан             | 1979/80.          | 28   | 0    | 6    | 0   | 1      | 0      | -     | -     | 35     | 0      |
| Милан             | 1980/81.          | 31   | 0    | 4    | 1   | 0      | 0      | -     | -     | 35     | 1      |
| Милан             | 1981/82.          | 18   | 2    | 4    | 0   | -      | -      | 3     | 2     | 25     | 4      |
| Милан             | 1982/83.          | 30   | 4    | 9    | 2   | -      | -      | -     | -     | 39     | 6      |
| Милан             | 1983/84.          | 21   | 3    | 9    | 2   | -      | -      | -     | -     | 30     | 5      |
| Милан             | 1984/85.          | 26   | 0    | 10   | 0   | -      | -      | -     | -     | 36     | 0      |
| Милан             | 1985/86.          | 21   | 3    | 9    | 2   | -      | -      | -     | -     | 30     | 5      |
| Милан             | 1986/87.          | 29   | 2    | 6    | 3   | -      | -      | -     | -     | 35     | 5      |
| Милан             | 1987/88.          | 27   | 1    | 6    | 0   | 3      | 0      | -     | -     | 36     | 1      |
| Милан             | 1988/89.          | 33   | 2    | 8    | 2   | 8      | 0      | 1     | 0     | 50     | 4      |
| Милан             | 1989/90.          | 30   | 1    | 7    | 4   | 8      | 0      | 1     | 0     | 46     | 5      |
| Милан             | 1990/91.          | 31   | 0    | 1    | 0   | 5      | 0      | 1     | 0     | 38     | 0      |
| Милан             | 1991/92.          | 33   | 0    | 6    | 1   | -      | -      | -     | -     | 39     | 1      |
| Милан             | 1992/93.          | 29   | 0    | 7    | 0   | 8      | 0      | 1     | 0     | 45     | 0      |
| Милан             | 1993/94.          | 31   | 0    | -    | -   | 11     | 0      | 2     | 0     | 44     | 0      |
| Милан             | 1994/95.          | 28   | 0    | -    | -   | 13     | 0      | 2     | 0     | 43     | 0      |
| Милан             | 1995/96.          | 30   | 1    | 3    | 0   | 7      | 0      | -     | -     | 40     | 1      |
| Милан             | 1996/97.          | 26   | 0    | 1    | 0   | 2      | 0      | 1     | 0     | 30     | 1      |
| Укупно у каријери | Укупно у каријери | 532  | 16   | 97   | 15  | 75     | 0      | 14    | 2     | 719    | 31     |

### Репрезентативна
| Италија | Италија  | Италија |
| Година  | Утакмица | Голова  |
| ------- | -------- | ------- |
| 1982    | 1        | 0       |
| 1983    | 3        | 0       |
| 1984    | 5        | 0       |
| 1986    | 3        | 0       |
| 1987    | 5        | 0       |
| 1988    | 11       | 1       |
| 1989    | 10       | 0       |
| 1990    | 11       | 0       |
| 1991    | 9        | 0       |
| 1992    | 7        | 0       |
| 1993    | 7        | 0       |
| 1994    | 9        | 0       |
| Укупно  | 81       | 1       |